# Кірабо Намутебі
Кірабо Намутебі (8 лютого 2005) — угандійська плавчиня.
Учасниця Олімпійських Ігор 2020 року, де в попередніх запливах на дистанції 50 метрів вільним стилем посіла 47-ме місце і не потрапила до півфіналів.